# Maria Eleonora Boncompagni Ludovisi

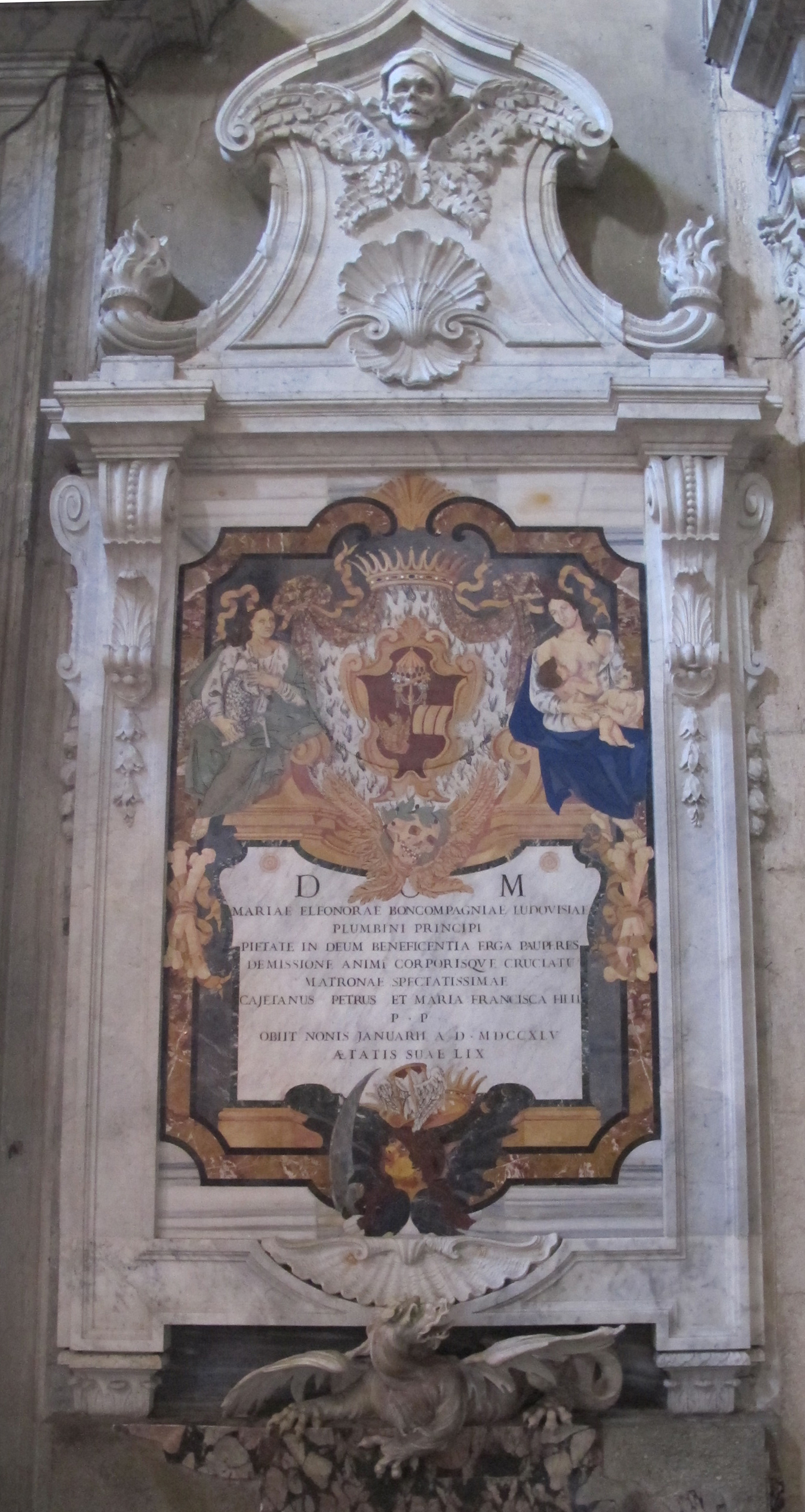
Maria Eleonora Boncompagni Ludovisis gravmonument i basilikan Santa Maria del Popolo i Rom.

Maria Eleonora Boncompagni Ludovisi, född 10 april 1686 i Isola del Liri, död 5 januari 1745 i Rom, var regerande furstinna av Piombino från den 29 december 1733 till den 5 januari 1745.  

## Biografi
Maria Eleonora Boncompagni Ludovisi var dotter till Piombinos furstinna Ippolita I Ludovisi och hertig Gregorio I Boncompagni di Sora. Maria Eleonora blev tronarvinge vid sin födelse, eftersom hennes enda bror avled innan hon föddes. Hon gifte sig med sin farbror Antonio I Boncompagni den 29 mars 1702 i Frascati. Äktenskapet hade arrangerats för att stärka hennes arvsanspråk. Hon fick fem barn under sitt äktenskap, som beskrivs som lyckligt. Hennes make avled 1731.
Vid moderns död den 29 december 1733 efterträdde Maria Eleonora henne som monark i Piombino. Under hennes regeringstid hade dock Piombinos monarker sedan länge levt utanför Piombino på sina lantegendomar utanför Rom och i staden Rom, där de deltog i sällskapslivet, något även hon gjorde. Hon efterträddes vid sin död av sin äldste son Gaetano Boncompagni Ludovisi, som blev Piombinos näst siste monark; han avsattes 1778 av sin brorson, som i sin tur avsattes då furstendömet Piombino erövrades av Napoleon I och upplöstes 1801.